# GNU/리눅스 이름 논란
자유 소프트웨어와 오픈 소스 소프트웨어 커뮤니티 내에서는 GNU 소프트웨어와 리눅스 커널의 조합을 사용하는 컴퓨터 운영 체제를 "GNU/Linux" 또는 "Linux" 시스템으로 지칭할지 여부에 대한 논란이 있다.
리눅스라는 용어를 지지하는 사람들은 리눅스가 대중과 미디어에서 훨씬 더 일반적으로 사용되며 해당 커널을 여러 다른 소스의 소프트웨어와 결합하는 시스템에 대한 일반적인 용어로 사용된다고 주장하는 반면, GNU/Linux라는 용어를 지지하는 사람들은 GNU가 GNU 운영 체제 소프트웨어와 다른 소스의 소프트웨어를 결합한 GNU 변종(GNU variants)의 이름만큼 좋다고 말한다.
GNU/Linux라는 용어는 자유 소프트웨어 재단(FSF)과 창립자인 리처드 스톨먼에 의해 장려되었다. 그들의 추론은 GNU 프로젝트가 현대 "Linux" 시스템의 후속 개발에 사용되는 많은 운영 체제 구성 요소뿐만 아니라 관련 자유 소프트웨어 철학에도 주요 기여자였다는 것이다. 리눅스 커널을 포함하는 여러 운영 체제 배포판에서는 데비안, 트리스퀠 및 파라볼라 GNU/리눅스-리브레와 같이 FSF가 선호하는 이름을 사용한다. 다른 사람들은 GNU/Linux가 안드로이드 및 알파인 리눅스와 같은 리눅스 배포판과 구별하는 데 유용한 이름이라고 주장한다.

## 같이 보기
- GNU 변종
- GNU 패키지 목록